# Kōnstantinos Droutsas
Kōnstantinos Droutsas (in greco Κωνσταντίνος Δρούτσας?; Salonicco, 5 dicembre 1939) è un politico greco, membro del Partito Comunista di Grecia.
Diviene eurodeputato sostituendo il 3 giugno 2008 la dimissionaria Diamantō Manōlakou, mantenendo l'incarico fino al termine della legislatura.
È stato membro della Delegazione all'Assemblea parlamentare Euromediterranea, della Delegazione alle commissioni di cooperazione parlamentare UE-Armenia, UE-Azerbaigian e UE-Georgia e della Commissione per l'agricoltura e lo sviluppo rurale.